# Chris Letcher
Chris Letcher (* im 20. Jahrhundert in Durban, Südafrika) ist ein südafrikanischer Singer-Songwriter, Filmkomponist und Hochschullehrer.

## Leben
Letcher lebt und arbeitet in London und in Johannesburg in Südafrika, nachdem er seit 1998 in der Musikbranche tätig ist. In London wurde er am Trinity College of Music in Greenwich zum Doctor of Music promoviert. Er wurde international durch seine Alben Frieze aus dem Jahre 2007, Harmonium (2010) und Spectroscope (2011) bekannt. Er gibt mit seiner Gruppe sowohl in Südafrika als auch in Europa und Nordamerika Konzerte, zum Beispiel bei den Festivals South by Southwest im texanischen Austin und dessen Gegenstück North by Northeast in Toronto, Kanada. 
Für die 6-teilige Serie The Runaway des britischen privaten Fernsehsenders Sky One schrieb Letcher 2011 die Orchestermusik. Im gleichen Jahr schrieb er die Filmmusik für die  Adaption der BBC des Romans Women in Love von D. H. Lawrence in einer Fernsehserie. Er komponierte 2013 die Filmmusik für den BBC-Film Challenger: Final Flight mit William Hurt in einer der Hauptrollen.
Für südafrikanische Regisseure komponierte er die Musik für Filme wie den 2008 veröffentlichten Film My Black Little Heart von Claire Angelique oder Elelwani im Jahre 2012. Dieser in Tshivenda gedrehte Film des Regisseurs Ntshavheni Wa Luruli wurde 2013 auf der Berlinale in der Kategorie Forum des Jungen Films gezeigt. 2013 schrieb er einen Teil der Musik zum Film Black South-Easter. 2014 folgten zwei weitere Filme in seiner Heimat: Hard To Get des Regisseurs Zee Ntuli und Cold Harbour von Carey McKenzie. 
Letcher gibt als Dozent Kurse für Komposition von Filmmusik sowie für Theorie und Analyse von Filmmusik an der Witwatersrand-Universität in Johannesburg.

## Diskografie
- 2007: Frieze; Sheer Music, Johannesburg, Vertrieb: Rogh Trade, Herne.

## Filmografie
- 2024: Don’t Let’s Go to the Dogs Tonight